# Vanessa Ferrari
Vanessa Ferrari (Orzinuovi, Brescia, 10 de noviembre de 1990) es una gimnasta artística y militar italiana que se proclamó campeona del mundo en el concurso completo individual de los Mundiales de Gimnasia artística de Aarhus 2006. A sus 30 años, ganó la medalla de plata en Tokio 2020, en la modalidad de suelo.

## Biografía
Nació el 10 de noviembre de 1990 en Orzinuovi, Brescia.
En 2002 se proclamó campeona de Italia en categoría alevín. En 2003 y 2004 lo hizo en categoría junior. En ese mismo 2004 obtuvo su primer éxito internacional importante  en los Campeonatos de Europa Junior de Ámsterdam, donde fue 2ª en el concurso general, 3ª por equipos y 3ª en barra de equilibrios.
En 2005 se ganó el oro individual en el Festival Olímpico de las Juventudes Europeas que tuvo lugar en Lignano, Italia, donde además fue campeona en suelo, plata en salto y bronce por equipos y en barras asimétricas. Ese mismo año fue la gran estrella en los Juegos del Mediterráneo de Almería, al ganar cinco medallas de oro (concurso completo individual y por equipos, barra de equilibrios, suelo y salto) además de una plata (paralelas asimétricas) Por ello fue apodada como la "Reina de Almería". 
En diciembre de 2005 sufrió la fractura de su mano derecha, por lo que tuvo que someterse a una operación en la que le insertaron cuatro tornillos. Sin embargo logró recuperarse muy pronto y en 2006 lograría sus mayores éxitos. En los Campeonatos de Europa absolutos de Volos, ganó el oro en la competición por equipos por delante de las grandes potencias Rumanía y  Rusia, siendo la primera vez que Italia lograba este título. El equipo lo formaban además Monica Bergamelli, Carlotta Giovannini, Federica Macrì y Lia Parolari. Además, Vanessa Ferrari logró la medalla de plata en la final de suelo.
En los Campeonatos del Mundo de 2006 disputados a mediados de octubre en la ciudad danesa de Aarhus dio la gran sorpresa proclamándose campeona del mundo individual absoluta, pese a no contar entre las favoritas. La medalla de plata fue para la estadounidense Jana Bieger y el bronce para la rumana Sandra Izbaşa.
De este modo se convertía en la primera gimnasta de Europa Occidental que vencía en el concurso completo individual de un Campeonato del Mundo, tradicionalmente dominados por gimnastas del Europa del Este, Estados Unidos y China. Además en estos mismos Campeonatos sumó otras dos medallas de bronce, en las finales de barras asimétricas y suelo.
Su entrenador es Enrico Casella. Reside y entrena habitualmente en Brescia.
Es cabo del Ejército Italiano.